# Arbutoideae
Arbutoideae es una subfamilia de plantas perteneciente a la familia Ericaceae. Incluye los siguientes géneros:

## Géneros
- Arbutus -
- Arctostaphylos -
- Arctous
- Comarostaphylis -
- Ornithostaphylos -
- Xylococcus